# 비밀 문서 소동
비밀 문서 소동(The Adventure Of Sherlock Holmes' Smarter Brother)은 영국에서 제작된 진 와일더 감독의 1975년 코미디, 범죄, 뮤지컬, 미스터리 영화이다. 진 와일더 등이 주연으로 출연하였고 리처드 A. 로스 등이 제작에 참여하였다.

## 출연

### 주연
- 진 와일더
- 매들린 칸

### 조연
- 마티 펠드먼
- 돔 드루이즈
- 레오 맥켄
- 로이 키니어
- 존 르 메주리어
- 더글러스 윌머
- 쏘리 월터스
- 조지 실버
- 니콜라스 스미스
- 존 홀리스
- 오브리 모리스
- 토미 갓프리
- 수잔 필드
- 울프 모리스
- 줄리안 오차드
- 멜 브룩스
- 알버트 피니

## 제작진
- 협력프로듀서: 찰스 옴므
- 조감독: 데이빗 톰블린
- 미술: 테렌스 마쉬
- 의상: 루스 마이어스
- 분장부문: 스튜어트 프리본
- 배역: 아이린 램
- 프로덕션매니저: 에릭 레트레이